# 香港電視娛樂劇集列表 (2010年代)
本條目列出香港電視娛樂於2010年代製作的劇集，關於香港電視娛樂有份投資的劇集或外購劇集，請參閱香港電視娛樂劇集外購劇集列表。

## 2015年
| 首播日期 | 集數 | 地區 | 劇名   | 主演                                 | 監製         | 編劇         | 備註            |
| 1月19日  | 38   | 中港 | 衛子夫 | 王珞丹、林 峯、周麗淇、徐正曦、沈 泰 | 盛林鎮 杜 芳 | 梅小青 謝 琪 | 於Now香港台首播 |

## 2016年
| 首播日期 | 集數 | 地區 | 劇名                  | 主演                                                                          | 監製     | 編劇                               | 備註           |
| 4月11日  | 26   | 香港 | 瑪嘉烈與大衛系列 綠豆 | 林保怡、周家怡、潘燦良、廖碧兒、湯 怡、王宗堯、趙學而、游學修、林耀聲         | 南方舞廳 | 黃綺琳                             | 原作：南方舞廳 |
| 7月11日  | 4    | 香港 | 綠豆前的我們          | 邵仲衡、黃心美、曾美華、朱鑑然、岑樂怡、柳俊江                                | 南方舞廳 | 南方舞廳                           | 首部自製劇集   |
| 7月25日  | 56   | 香港 | 三一如三              | 温碧霞、楊 淇、游學修、陳安立、袁澧林、周國賢、李靖筠、黃心美、楊尚友、徐肇平 | 陳志發   | 黃智揚 陳小娟 羅海兒 石俊傑 黎敏樺 | 首部自製處境劇 |
| 8月27日  | 1    | 香港 | Kai Pop               | 劉俊謙、盧慧敏、江銘亮、陳漢娜                                                |          |                                    |                |

## 2017年
| 首播日期 | 集數 | 地區 | 劇名                            | 主演 | 監製               | 編劇                        | 備註           |
| 4月3日   | 20   | 香港 | 午夜伴廊                        | 白 只、楊偉倫、朱栢謙、朱栢康                                                                                        | 許 楓              | suni.the.creator            |                |
| 5月29日  | 30   | 香港 | 詭探                            | 邵仲衡、尹揚明、蔣祖曼、駱振偉、楊偲泳、陳子豐、車保羅、楊思琦、張 雷、陳觀泰、余曉彤、劉錫賢、白 彪、趙碩之、河國榮 | 湯皓浚             | 呂肇永 林逸瀚 何永航 黃志邦 |                |
| 7月17日  | 30   | 香港 | 瑪嘉烈與大衛系列 前度           | 劉俊謙、袁澧林、廖碧兒、許志安、馬志威、杜小喬                                                                       | 南方舞廳           | 李悅 駱競茵 黃安培          | 原作：南方舞廳 |
| 8月28日  | 20   | 香港 | 賤民20                          | 王宗堯、吳海昕、陳炳銓、林芊妤、楊英偉、吳浣儀、阮民安、黎萬宏、張敬仁、林兆霞、余曉彤、湯加文                       | 劉健倫             | 陳 燁                       |                |
| 9月25日  | 10   | 香港 | 未來還未來                      | 劉俊謙、岑樂怡、羅伊婷、黃奕晨、李拾壹、唐劍康                                                                       | 繆浩昌 @Rubberband | 陳梓桓 Tim Lui              |                |
| 10月6日  | 2    | 香港 | 瑪嘉烈與大衛系列 前度（特別篇） | 陳凱詠、黃定謙、吳海昕、李嘉豪、黃可盈、蘇皓兒                                                                       | 羅嘉駿             | 陳小娟 黃智揚               |                |
| 10月9日  | 5    | 香港 | 短暫的婚姻                      | 陳奕迅、蔡思、郭偉亮、蔡 潔、余香凝                                                                                  | 陳志發             | 莊梅岩                      |                |

## 2018年
| 首播日期 | 集數 | 地區          | 劇名         | 主演 | 監製          | 編劇                                                    | 備註                                      |
| 3月26日  | 20   | 香港          | VR驅魔人     | 王貽興、劉 翁、岑珈其、葛民輝、鄧兆尊、余慕蓮、鄧月平、黃定謙、林兆霞、彭浩翔、趙詠瑤、吳浩康、陳健朗、林耀聲、陳逸寧、蔡堅成、李拾壹、黃溢濠、林家熙、楊天命、梁健怡、少爺占、唐劍康、譚凱倫、吳佩孚、樓南光、劉浩龍、談善言、顏國樑、路 芙、Kevin Boy、阿 檸、Oscar、麻利亞、楊穎妍、劉芷盈、李建邦、英健朗、陳國邦、羅敏莊、劉皓嵐、蘇民峰、朱 薰、盧覓雪、河國榮、吳耀漢、泰 山、阮民安、郁禮賢、林詠倫、錢小豪、柯煒林、Yellow!、江若琳、詹瑞文、吳麗珠、蕭潤邦 | 柳 瑩 葉子文  | 王貽興 劉 翁                                            |                                           |
| 7月16日  | 21   | 香港          | Plan B       | 王宗堯、陸駿光、陳啟泰、吳嘉熙、駱振偉、陳炳銓、田啟文 | 孔令政 孔令宜 | 孔令政 黎雅倫 梁御東 李卓風                             |                                           |
| 8月13日  | 30   | 香港          | 身後事務所   | 吳肇軒、缪浩昌、盧慧敏、楊偲泳、陳漢娜、陳國邦、徐肇平、吳浣儀 | 南方舞廳      | 黃安培 葉偉平 劉國瑞 曾憲寧 駱競茵 楊兩全 蔡素文 李嘉詠 |                                           |
| 9月24日  | 20   | 香港／ 新加坡 | 已讀不回     | 陳泂江、黃又南、岑樂怡、羅家英、廖啟智、陳俞希、陳子豐、強 尼、黃心美、沈琳宸、雅 慧、 | 鄔毓琳 梁崇勳 | 張瀞予 朱文菁                                           | 原作：孤泣 與新傳媒 Toggle聯合製作        |
| 10月22日 | 20   | 香港          | 迷失假期     | 徐㴓喬、Artem Ansheles、駱振偉、余安安、邵子風 | 盧思麟        | 樂末 女山山 陳睿                                        |                                           |
| 11月19日 | 20   | 香港          | 假若愛有期限 | 林耀聲、談善言、朴正花、陳子豐、黃溢濠、盧鎮業、麥詠楠、劉俊謙、艾 威、河國榮 | 林龍傑        | 林龍傑                                                  | 原作：藍橘子 《假若要為愛情加上一個期限》 |
| 12月24日 | 9    | 香港          | 做演藝嘅     | 何啟華@ERROR、胡希文、陳安立、李駿傑@MIRROR、邱士縉@MIRROR、郭嘉駿@ERROR | 南方舞廳      | 曾憲寧 李嘉詠 李欣如 葉偉平 王穎瑤 符曦文 祈正然        |                                           |

## 2019年
| 首播日期 | 集數 | 地區 | 劇名       | 主演 | 監製          | 編劇         | 備註                             |
| 4月29日  | 31   | 香港 | 婚內情     | 鄧萃雯、陳錦鴻、廖碧兒、談善言、林德信、強 尼、麥少瑜、袁富華 | 南方舞廳      |              |                                  |
| 4月29日  | 30   | 香港 | 詭探前傳   | 鄭少秋、陶大宇、Eric Kwok、江若琳、游學修、麥子樂、陳安立、沈殷怡、陳郁憲 | 湯皓浚        |              |                                  |
| 6月10日  | 20   | 香港 | 教束       | 廖啟智、陳秀雯、劉俊謙、朱栢謙、岑珈其、吳海昕、胡希文、唐浩然、周漢寧、程人富、鍾雪瑩、鄧麗英、盧蓁宜、麥可怡、余家溢 | 陳志發        |              |                                  |
| 6月10日  | 20   | 香港 | 退休女皇   | 景黛音、姜 濤、薛晉寧、吳浩康、李紫僖、肥 腸、Baber Khan、李建邦、江熚生、盧瀚霆、梁 業、吳保錡、張滿源 |               |              |                                  |
| 7月8日   | 20   | 香港 | 仇老爺爺   | 盧海鵬、游學修、盧巧音、陳穎欣、盧慧敏、陳安立 | 游學修        |              | 原定2019年1月2日播映             |
| 7月8日   | 20   | 香港 | Reboot     | 周國賢、吳浩康、駱振偉、楊尚友、岑樂怡、夏韶聲、吳海昕 | 周國賢        |              | 科幻懸疑劇 原定2019年1月28日播映 |
| 7月15日  | 100  | 香港 | 娛樂風雲   | 何啟華、胡希文、李麗珍、袁富華、陳國邦、廖碧兒、劉錫賢、陳安立、駱振偉、陳凱詠、陳炳銓、黃奕晨、王頌茵、盧覓雪、邱士縉、李駿傑、梁 業、郭嘉駿                                                                                          | 南方舞廳      |              | 延續《做演藝嘅》故事線           |
| 8月5日   | 13   | 香港 | 理想國     | 黃秋生、楊淇、王敏奕、陳炳銓、吳綺莉、駱振偉、吳海昕、麥芷誼 | 譚惠貞 陳翹英 |              | 每集1小時                        |
| 10月3日  | 15   | 香港 | 假設性無罪 | 梁漢文、王敏奕、張慧儀、樓南光、邵仲衡、董敏莉、雷深如、李焯寧、李亦喬、強尼、陳俞希、李昭南、英健朗、陳子豐、羅沛琪、陳郁憲、張滿源、李建邦、余逸思                                                                                   | 梁崇勳        |              |                                  |
| 12月25日 | 20   | 香港 | 黑市       | 王貽興、劉 翁、詹昊宸、陳國邦、陳啟泰、魯文傑、朱栢康、陳俞希、黃奕晨、李昭南、詹朗林、沈殷怡、張松枝、陳郁憲、黃溢濠、駱振偉、強 尼、陳子豐、楊偲泳、吳海昕、張紋嘉、余采霖、岑珈其、周祉君、MIRROR（邱士縉、呂爵安、邱傲然、柳應廷） | 柳 瑩         | 王貽興 劉 翁 |                                  |